# Nigéria címere

Nigéria címere

Nigéria címere egy fekete pajzs, amelyen egy hullámos fehér Y alak található. Ez a Niger folyót jelképezi, ami hasonlóan ágazik szét az ország területén. A pajzsot két fehér ló tartja, a pajzs felett egy vörös színű sas helyezkedik el, alul pedig egy zöld színű dombon egy fehér szalagon az ország mottója olvasható: „Unity and Faith, Peace and Progress” (Egység és hűség, béke és fejlődés). Eredetileg csak mottó első fele szerepelt a címeren, a másik felét később adták hozzá.